# Stockholms domkyrkodistrikt
Stockholms domkyrkodistrikt är ett distrikt i Stockholms kommun och Stockholms län. 
Distriktet ligger i centrala Innerstaden i Stockholms kommun, dels inom södra delen av området för Norra innerstadens stadsdelsområde och dels för norra delen av området för Södermalms stadsdelsområde, stadsdelarna Gamla stan och Riddarholmen. 

## Tidigare administrativ tillhörighet
Distriktet inrättades 2016 och utgörs av en del av området som till 1971 utgjorde Stockholms stad inom det område som även före 1913 och inkorporeringarna utgjorde stadens område.
Området motsvarar den omfattning Stockholms domkyrkoförsamling hade 1999/2000 och fick 1989 vid sammanläggning av Storkyrkoförsamlingen, Klara församling och Jakobs församling.